# BTBD1
BTBD1‏ (BTB domain containing 1) هوَ بروتين يُشَفر بواسطة جين BTBD1 في الإنسان.